# Илиотропион

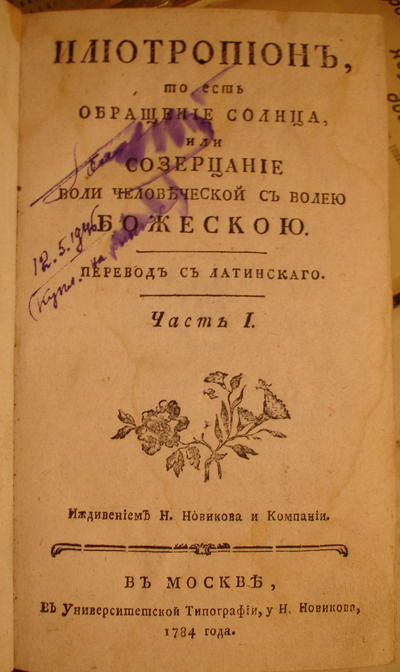
«Илиотропион»
(титульный лист издания 1784 года)

«Илиотропион» (греч. Ηλιοτροπϊον — подсолнечник) — переводной труд митрополита Иоанна Тобольского (в миру Иоанна Макси́мовича Максимо́вича), известного своей миссионерской и богословской деятельностью. Труд, составленный в 1714 году, представляет собой переложение с латинского языка произведения немецкого писателя и проповедника Иеремии Дрекселя. Полное название «Илиотропион, или сообразование человеческой воли с Божественной Волей». Оригинал текста принадлежал, как установили сотрудники Музея книги при Российской Государственной Библиотеке, немецкому ученому, весьма плодовитому автору, богослову Иеремии Дрекселю (1581—1638).

## История перевода

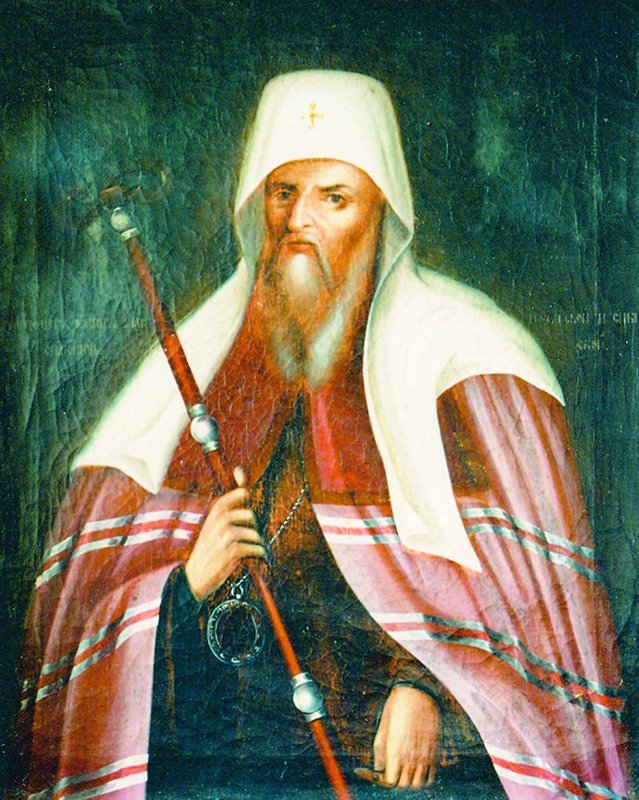
Иоанн Тобольский. Автор перевода «Илиотропиона» с латинского на русский язык. Портрет второй половины XVIII века. Тюменский областной музей изобразительных искусств

В 1627 году в Мюнхене римо-католический монах Иеремия Дрексель пишет и издает своё сочинение в пяти книгах «Илиотропион, или Сообразование человеческой воли с Божественной» (лат. «Heliotropium, seu conformatio humanae voluntatis cum divina»).
Через три года после издания, в 1630 году «Илиотропион» Дрекселя переводится на польский язык.
В 1688 году в Москве издаётся перевод с польского на русский, выполненный иеродиаконом Московского Чудова монастыря Феофаном под заглавием: «Дрекселя Солник, или уравнение воли человеческой с волей Божией».
В 1714 году Иоанн Тобольский, в Чернигове, переводит и издаёт этот же труд в пяти книгах со следующим длинным заглавием: «Илиотропион, то есть Подсолнечник, представляющий сообразование человеческой воли с Божественной, переложенный с латинского на славяно-русский язык трудами высокопреосвященнейшего архиепископа Черниговского Иоанна Максимовича, впоследствии митрополита Тобольского и всей Сибири, изданный по его же благословению в типографии Св. Троицкой Ильинской Черниговской обители, напечатанный року 1714. Пять книг». Святитель Иоанн Тобольский для своего перевода использовал оригинальный латинский текст.

## Содержание книги

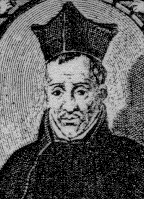
Портрет Иеремии Дрекселя, XVII век

Иоанн Тобольский в данном труде вслед за автором, как переводчик, более всего интересовался следующим вопросом — как человек должен согласовывать свою волю с волей Божией? Именно исследованию этой теологической проблемы и посвящён Илиотропион.
Книга сразу привлекла к себе интерес как издателей, так и читателей и за непродолжительное время выдержала несколько переизданий. В XIX веке профессором Иваном Андреевичем Максимовичем был выполнен перевод книги со славяно-русского диалекта на современный русский язык. Интересен тот факт, что профессор Максимович полагал, что святитель Иоанн Тобольский сам написал этот труд на латинском языке в бытность свою преподавателем Киево-Могилянской академии.
Данное сочинение посвящено проблеме соотношения человеческой свободы и Божественного Промысла. Так как первоначальным первоисточником служило сочинение католического монаха, книга изобилует ссылками и цитатами на западных авторитетов и богословов. Более всего Иоанн Тобольский в книге обращается к блаженному Августину, который в своих произведениях никогда не обходил тему взаимоотношения человеческой и Божией воли.
В Илиотропионе автором предпринимается попытка избежать полемических крайностей богословской позиции блаженного Августина. Так же, кроме приведения цитат отцов неразделённой церкви автор активно цитирует труды современных ему западных богословов, теологов и мистиков.